# Ауершперґи
Ауершперги або Тур'яшські (Auerspergi; Turjaški) — давній словенський та австрійський князівський рід, який був впливовим у Священній Римській імперії; дав Австрії низку політиків та генералів, включаючи кількох прем'єр-міністрів. Династія Ауершперґів походить з міста за 25 км від Любляни. По-словенськи замок називається Тур'як, звідки слов'янська назва роду. 1653 року Ауершперґів підвищили до статусу князів. У різний час володіли князівствами Зембицьким і Ґотше. 1806 року їх території були медіатизовані.

## Історія
Старовинний шляхетський рід вперше згадується у грамоті 1162 року, виданій князем Каринтії Германом II. Резиденцією роду був замок Тур'як у Карніолії. Прізвище походить від Ursberg у Швабії, звідки їхні предки, ймовірно, оселилися в Нижній Крайні.

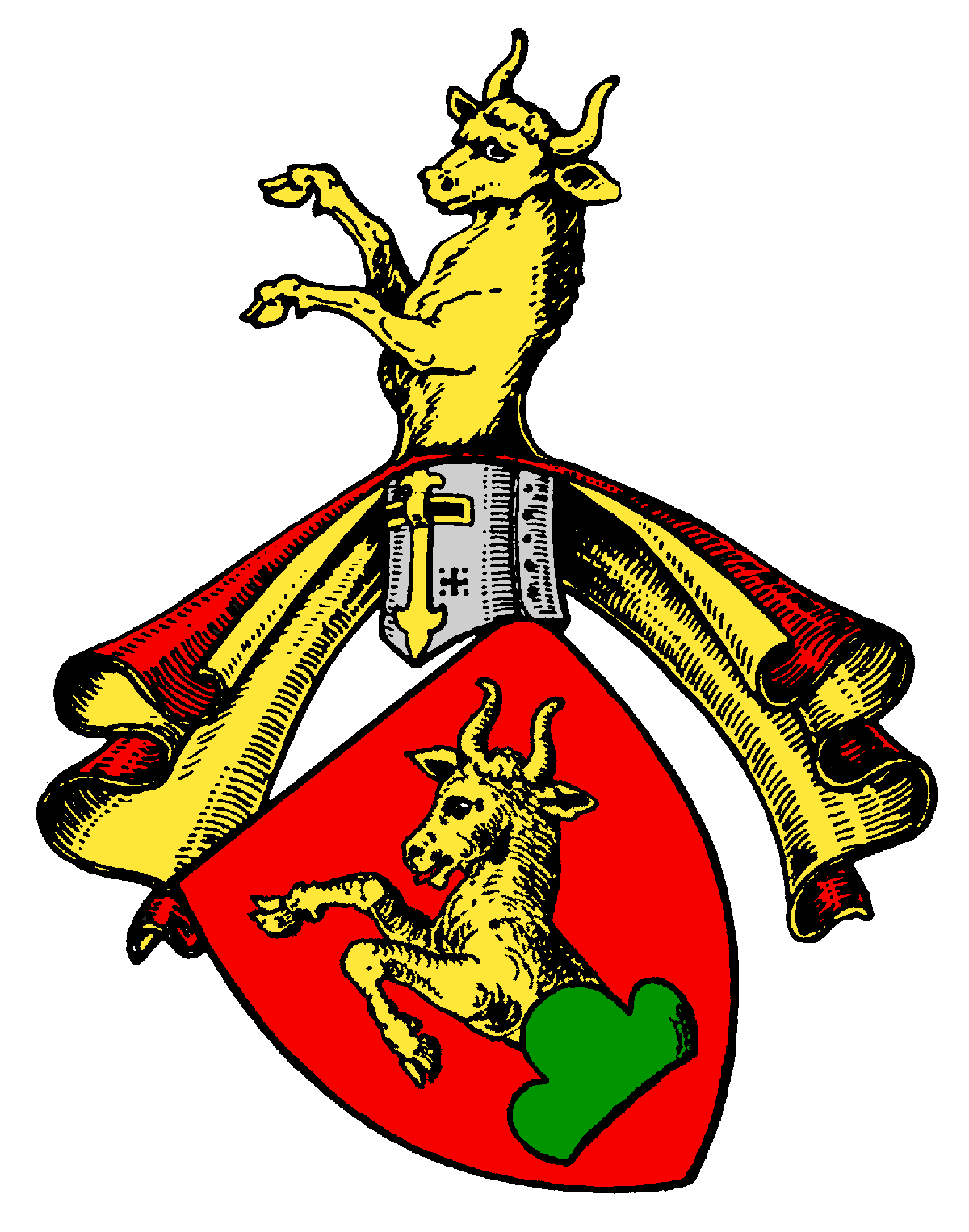
Герб Ауершпергів

Власники замку прославились в XVI—XVII століттях під час протистояння з османами. 1630 року імператор Священної Римської імперії надав роду графський титул, а 23 роки потому імператор Фердинанд III звів свого першого міністра Йогана фон Ауершперґа в князі Священної Римської імперії. Хоча 1-й князь Ауершперґ в 1669 році потрапив в опалу, його нащадки успадкували накопичені ним володіння — Тенген в Швабії, Франкенштейн в Сілезії, Ґотше в Крайні і Зебицьке князівство.
Після продажу в 1791 році Зебицького князівства Пруській короні, під час розпуску Священної Римської імперії в 1806 роді обидві гілки династії зазнали медіатизовані.
Князь Карл фон Ауершперг очолював австрійський кабінет у 1867—1868 роках, князь Адольф фон Ауершперг — у 1871—1879 роках.
Граф Антон фон Ауершперг (1806—1876) — відомий свого часу поет, друкувався під псевдонімом Анастазіус Грюн.